# Evangelische Journalistenschule
Die Evangelische Journalistenschule (EJS) ist eine Journalistenschule in Berlin, die seit 1995 Journalisten ausbildet.
Die Evangelische Journalistenschule steht in der Tradition der 1950 gegründeten Christlichen Presseakademie (cpa), der ältesten unabhängigen journalistischen Ausbildungseinrichtung in Deutschland. Die Journalistenschule wird getragen von der Evangelischen Kirche in Deutschland und gehört zum Gemeinschaftswerk der Evangelischen Publizistik (GEP).
Mit seinen angeschlossenen Unternehmen ist das Gemeinschaftswerk der Evangelischen Publizistik das multimediale Kompetenzzentrum für die Evangelische Kirche in Deutschland, ihrer Gliedkirchen, Werke, Einrichtungen sowie für die evangelischen Freikirchen. Mitte März 2022 entschied der GEP-Aufsichtsrat, das Ausbildungsprogramm an der EJS nicht fortzusetzen.

## Ausbildung
Die Evangelische Journalistenschule bildet Journalisten für die Arbeitsbereiche Print (Zeitung und Magazin), Hörfunk, Fernsehen und Online aus. Die crossmediale Ausbildung dauert 22 Monate und ist einem Volontariat gleichzusetzen. Die Ausbildung ist durchweg praxisbezogen. In den Lehrredaktionen unterrichten erfahrene Journalisten, die als Redakteure oder freie Autoren für renommierte Medien arbeiten. Zwischen den Lehrredaktionen an der Evangelische Journalistenschule absolvieren die Volontäre mehrwöchige Praktika in Print-, Hörfunk-, Online- und Fernsehredaktionen, in Nachrichtenagenturen und Produktionsfirmen.
Das Ausbildungskonzept gleicht dem der Journalistenschulen in Hamburg und München. Zudem ist die Vermittlung des journalistischen Handwerks an der Evangelische Journalistenschule eng mit der Reflexion berufsethischer Fragen verknüpft. Die Mitgliedschaft in der evangelischen Kirche ist erwünscht, aber nicht Voraussetzung, um die Schule zu besuchen.
Mehrere Hundert Bewerber konkurrieren um die 16 Ausbildungsplätze. Eine Jury trifft anhand von Arbeitsproben und Lebensläufen eine Vorauswahl. Wer diese übersteht, wird nach Berlin zu einem Auswahltest eingeladen, der in der Regel zwei Tage dauert. Während des Auswahlverfahren schreiben die Bewerber eine Reportage, absolvieren einen Wissenstest sowie ein persönliches Gespräch.

## Mentoren
Jedem Volontär wird während der Ausbildung ein Mentor zur Seite gestellt. Alle Mentoren sind erfahrene Journalisten, viele arbeiten in leitender Position. Die Journalistenschüler des 10. Ausbildungsjahrgangs (2013/14) wurden beispielsweise von folgenden Mentoren unterstützt und begleitet:
- Martin Bialecki, Politikchef der dpa
- Jacqueline Boysen, Studienleiterin bei der Evangelischen Akademie zu Berlin, zuvor Kulturkorrespondentin im Hauptstadtstudio des Deutschlandradios
- Anne Buhrfeind, Textchefin beim evangelischen Magazin Chrismon
- Michael Elgaß, Leiter des NDR-Haff-Müritz-Studios in Neubrandenburg
- Michael J. Inacker, Stellvertretender Chefredakteur und Leiter Hauptstadtbüro des Handelsblatts, Berlin
- Claudia Ingenhoven, Wortchefin im Kulturradio rbb
- Matthias Kamann, verantwortlicher Redakteur in der Politik-Redaktion der Welt-Gruppe
- Andreas Krieger, Geschäftsführer des deutschen Dienstes der internationalen Nachrichtenagentur Agence France-Presse (AFP) in Berlin, Leiter der visuellen Dienste
- Jens Olesen, Moderator beim WDR-Fernsehen in Düsseldorf sowie für DW-TV (Deutsche Welle Auslandsfernsehen) in Berlin
- Joachim Reuter, Redakteur beim Stern, Schwerpunkte: Finanzwirtschaft und Kapitalanlage
- Erhard Scherfer, Berlin-Korrespondent, Redakteur, Reporter und Moderator bei Phoenix
- Christine Thalmann, Redaktionsleiterin des rbb-Kulturmagazins „Stilbruch“, stellvertretende Ressortleiterin Kultur im rbb Fernsehen
- Janko Tietz, Wirtschaftsredakteur beim Spiegel
- Beatrice von Weizsäcker, Publizistin, lebt und arbeitet in München
- Birgit Wentzien-Ziegler, Chefredakteurin des Deutschlandfunks
- Wolfgang Zügel, Redakteur in der Wirtschaftsredaktion der Welt-Gruppe

## Absolventen
Zu den Absolventen der Evangelischen Journalistenschule gehören:
- Domenika Ahlrichs, stellvertretende Chefredakteurin von Zeit Online[2]
- Nadine Ahr, Reporterin beim Ressort „Dossier“ der Zeit
- Bernhard Albrecht, Redakteur beim Stern, Ressort Wissen
- Philip Bethge, Redakteur beim Spiegel
- Thorsten Dörting, Entwicklungs- und Strategiechef bei Spiegel Online, zuvor dort Ressortleiter Kultur
- Thomas Gerlach, Redakteur bei der taz, Ressort Reportage und Recherche
- Natascha D. Gillenberg, Freie Fernseh-, Radio- und Printjournalistin
- Christiane Hawranek, investigative Journalistin bei BR Recherche
- Lena Kampf, im  Stern
- Monika Konigorski, Autorin der „Informationen aus Religion und Gesellschaft“,  Deutschlandfunk
- Maximilian Kuball, Fester freier Redakteur bei Deutschlandradio Kultur
- Jana Petersen, Redakteurin der sonntaz, der Wochenendausgabe der taz
- Janko Tietz, Redakteur bei Der Spiegel, Ressort Wirtschaft
- Bruno Schirra, Autor für Cicero, Spiegel, Die Zeit
- Thilo Schmidt, Freier Hörfunk-Journalist, Deutschlandradio Kultur u. a.
- Daniel Steinvorth, Redakteur bei der Neuen Zürcher Zeitung
- Yasemin Yüksel, Reporterin bei Spiegel Online
- Adrienne Woltersdorf, Leiterin des Büros der Friedrich-Ebert-Stiftung in Kabul, Afghanistan, 2009 bis 2012 Leiterin der China-Redaktion der Deutschen Welle, zuvor USA-Korrespondentin der taz aus Washington
- Mirjam Schmitt, Türkei-Korrespondentin der Deutschen Presse-Agentur (dpa), Büroleiterin Istanbul

Absolventen der Evangelische Journalistenschule wurden für ihre Arbeiten mit folgenden Preisen ausgezeichnet oder dafür nominiert: Deutscher Reporter:innenpreis, Deutsch-Polnischer Journalistenpreis, Deutscher Sozialpreis, Georg von Holtzbrinck Preis für Wirtschaftspublizistik, Egon-Erwin-Kisch-Preis, Helmut-Stegmann-Preis, Henri-Nannen-Preis, Katholischer Medienpreis.
Viele Absolventen der Schule arbeiten fest oder frei für die Frankfurter Allgemeine Zeitung, den Spiegel, Spiegel Online, den Stern die Süddeutsche Zeitung, die taz, den Tagesspiegel, Die Welt, Die Zeit und Zeit Online, für die Magazine brand eins, Cicero, Brigitte, mare und die Zeitschrift Chrismon, die Nachrichtenagenturen afp, dpa, epd und Reuters sowie für die öffentlich-rechtlichen Rundfunkanstalten von ARD und ZDF, etwa für den Bayerischen Rundfunk (br), Deutschlandfunk, Deutschlandradio Kultur, DRadio Wissen, den Hessischen Rundfunk (hr), Norddeutschen Rundfunk (NDR), (rbb), Radio Bremen und den Südwestrundfunk (SWR).

## Organisation
Die Evangelische Journalistenschule wird durch die EKD grundfinanziert. Das Presse- und Informationsamt der Bundesregierung unterstützt die Schule. Die Ausbildung an der EJS ist kostenlos. Für ihren Lebensunterhalt werden viele Volontäre durch Stipendien individuell gefördert. Stipendiengeber sind unter anderem die Deutsche Druck- und Verlagsgesellschaft, Dr. Alexander und Rita Besser-Stiftung die FAZIT-Stiftung und die Otto-Brenner-Stiftung.

## Geschichte
Die Evangelische Journalistenschule nahm am 1. April 1995 in Berlin ihre Arbeit auf. Die Evangelische Journalistenschule (EJS) gehörte zur Evangelischen Medienakademie/cpa, einem Fachbereich des Gemeinschaftswerks der Evangelischen Publizistik (GEP) in Frankfurt/Main. Imme de Haen, seit 1987 Leiterin der Evangelischen Medienakademie, wurde mit der Entwicklung des Curriculums beauftragt. Sie leitete die EJS bis 2001. In dieser Zeit wurden jeweils 16 Volontärinnen und Volontäre über einen Zeitraum von 22 Monaten im Bereich Presse, Hörfunk und Fernsehen ausgebildet. Voraussetzung für die Aufnahme war ein abgeschlossenes Studium in einem beliebigen Bereich. Die Ausbildung war für die Teilnehmenden kostenlos. Sie wurden für die Dauer der Ausbildung jeweils von einer erfahrenen Journalistin/einem Journalisten als Mentoren begleitet.
Zum Jahresbeginn 2009 wurde die EJS von der Evangelischen Medienakademie abgekoppelt. Letztere wird seither vom Medienverband der Rheinischen Landeskirche verantwortet. Die EKD entschied sich, die EJS nicht – wie zeitweise erwogen – aus Spargründen zu schließen. Aufgrund des Renommees, das die Schule erworben hatte, und dank der Fürsprache prominenter Unterstützer bekundete die EKD die Absicht, die EJS langfristig finanziell abzusichern. Auch personell wurde ein Neuanfang gemacht: Im Juni 2009 wurde der Print-Journalist Oscar Tiefenthal Leiter der Schule. Geschäftsführer des GEP ist Direktor Jörg Bollmann.
Im Februar 2020 berichtete der Rundfunk Berlin-Brandenburg (RBB), dass die Zukunft der EJS erneut fraglich sei. Als Grund nannte das GEP Sparmaßnahmen, die beiden ruhestandsbedingt auslaufenden festen Stellen an der Schule sollten nicht wieder besetzt werden. Dazu zählte auch die Stelle des Schulleiters Oscar Tiefenthal. In diesem Zusammenhang fiel die Entscheidung, an der EJS vorerst keine neuen Schüler mehr aufzunehmen.
Der Freundeskreis der Schule mobilisierte die Initiative «EJS retten», welche mit einer breiten Kampagne über Social Media (#ejsretten) auf die drohende Schließung aufmerksam machte. Mehr als 1500 Vertreter aus Medien, Kirche und Gesellschaft setzen sich für den Erhalt der Schule ein. Zu den Unterzeichnern eines offenen Briefes an den Rat der EKD gehören zahlreiche namhafte Journalisten in Deutschland, darunter Anne Will, Heribert Prantl, die tagesthemen-Moderatoren Pinar Atalay, Caren Miosga und Ingo Zamperoni, ZDF-Moderatorin Marietta Slomka, DJV-Vorsitzender Frank Überall und der Komiker Eckart von Hirschhausen.
Am 28. Februar 2020 protestierten Volontäre und Absolventen an den zentralen EKD-Dienstgebäuden gegen eine mögliche Schließung der EJS mit dem Anschlag von 9,5 Thesen, die die Notwendigkeit von Qualitätsjournalismus unterstreichen sollen. Der Rat der EKD (Reaktion) und vertagte die Entscheidung. Ein neuer Volontärsjahrgang wurde – auch wegen der COVID-19-Krise – ausgesetzt. Der Rat der EKD forderte das Gemeinschaftswerk der Evangelischen Publizistik auf, für die Evangelische Journalistenschule (EJS) ein neues Finanzkonzept vorzulegen, und dabei die Ideen der Unterstützerinnen der EJS zu berücksichtigen.
Anlässlich der (online stattfindenden) Herbsttagung 2020 der EKD (8.–9. November 2020) entwickelte der Unterstützerkreis unter dem Motto „Journalismus aus gutem Grund“ 12 Leitsätze zur Rettung der EJS. Die Leitsätze werden auf der Homepage der Unterstützer und auf Social Media veröffentlicht.
Mitte März 2022 entschied der GEP-Aufsichtsrat, das Ausbildungsprogramm an der EJS nicht fortzusetzen; es sei kein Weg gefunden worden, die Weiterarbeit betriebswirtschaftlich zu verantworten. Ein ehemaliges Teilprojekt der EJS soll fortgeführt werden. Das GEP will sich auch künftig in der journalistischen Aus- und Weiterbildung engagieren.